# Гімнастика на літніх Олімпійських іграх 1988
Змагання з гімнастики на літніх Олімпійських іграх 1988 у Сеулі тривали з 18 до 30 вересня на Олімпійській гімнастичній арені. Розіграно 15 комплектів нагород у двох видах: спортивній гімнастиці та художній гімнастиці. Змагання зі спортивної гімнастики тривали з 18 до 25 вересня, а з художнього гімнастики - з 28 до 30 вересня.

## Спортивна гімнастика

### Чоловіки
| Командна першість  | СРСР (URS) Володимир Артьомов Дмитро Білозерчев Володимир Гоголадзе Сергій Харьков Валерій Люкін Володимир Новиков | НДР (GDR) Гольґер Берендт Ральф Бюхнер Ульф Гофманн Сільвіо Кролль Свен Тіппельт Андреас Веккер | Японія (JPN) Юкіо Ікетані Хіроюкі Коніші Коїчі Мідзушіма Дайсуке Мішікава Тошіхару Сато Такахіро Ямеда |  |  |  |
| Абсолютна першість | Володимир Артьомов (URS)                                                                                           | Валерій Люкін (URS)                                                                             | Дмитро Білозерчев (URS)                                                                                |  |  |  |
|                    | |                                                                                                 | |  |  |  |
| Вільні вправи      | Сергій Харьков (URS)                                                                                               | Володимир Артьомов (URS)                                                                        | Лоу Юнь (CHN)                                                                                          |  |  |  |
| Вільні вправи      | Сергій Харьков (URS)                                                                                               | Володимир Артьомов (URS)                                                                        | Юкіо Ікетані (JPN)                                                                                     |  |  |  |
| Кінь               | Любомир Герасков (BUL)                                                                                             | не нагороджували                                                                                | не нагороджували                                                                                       |  |  |  |
| Кінь               | Жолт Боркаї (HUN)                                                                                                  | не нагороджували                                                                                | не нагороджували                                                                                       |  |  |  |
| Кінь               | Дмитро Білозерчев (URS)                                                                                            | не нагороджували                                                                                | не нагороджували                                                                                       |  |  |  |
| Кільця             | Гольґер Берендт (GDR)                                                                                              | не нагороджували                                                                                | Свен Тіппельт (GDR)                                                                                    |  |  |  |
| Кільця             | Дмитро Білозерчев (URS)                                                                                            | не нагороджували                                                                                | Свен Тіппельт (GDR)                                                                                    |  |  |  |
| Опорний стрибок    | Лоу Юнь (CHN) | Сільвіо Кролль (GDR)                                                                            | Пак Чон Хун (KOR)                                                                                      |  |  |  |
| Паралельні бруси   | Володимир Артьомов (URS)                                                                                           | Валерій Люкін (URS)                                                                             | Свен Тіппельт (GDR)                                                                                    |  |  |  |
| Перекладина        | Володимир Артьомов (URS)                                                                                           | не нагороджували                                                                                | Гольґер Берендт (GDR)                                                                                  |  |  |  |
| Перекладина        | Валерій Люкін (URS)                                                                                                | не нагороджували                                                                                | Маріус Герман (ROU)                                                                                    |  |  |  |

### Жінки
| Командна першість      | СРСР (URS) Світлана Баїтова Світлана Богінська Наталія Лащонова Олена Шевченко Олена Шушунова Ольга Стражева | Румунія (ROU) Аурелія Добре Еугенія Голя Челестіна Попа Габріела Поторац Даніела Сіліваш Камелія Войня | НДР (GDR) Ґабріеле Фенріх Мартіна Єнч Даґмар Керстен Ульріке Клоц Беттіна Шифердекер Дерте Тюммлер |  |  |  |
| Абсолютна першість     | Олена Шушунова (URS)                                                                                         | Даніела Сіліваш (ROU)                                                                                  | Світлана Богінська (URS)                                                                           |  |  |  |
|                        | | | |  |  |  |
| Опорний стрибок        | Світлана Богінська (URS)                                                                                     | Габріела Поторац (ROU)                                                                                 | Даніела Сіліваш (ROU)                                                                              |  |  |  |
| Різновисокі бруси      | Даніела Сіліваш (ROU)                                                                                        | Даґмар Керстен (GDR)                                                                                   | Олена Шушунова (URS)                                                                               |  |  |  |
| Колода                 | Даніела Сіліваш (ROU)                                                                                        | Олена Шушунова (URS)                                                                                   | Габріела Поторац (ROU)                                                                             |  |  |  |
| Колода                 | Даніела Сіліваш (ROU)                                                                                        | Олена Шушунова (URS)                                                                                   | Фібі Міллс (USA)                                                                                   |  |  |  |
| Вільні вправи exercise | Даніела Сіліваш (ROU)                                                                                        | Світлана Богінська (URS)                                                                               | Діана Дудева (BUL)                                                                                 |  |  |  |

## Художня гімнастика
| Дисципліни                  | Золото             | Срібло                 | Бронза                     |
| --------------------------- | ------------------ | ---------------------- | -------------------------- |
| Індивідуальне багатоборство | Марина Лобач (URS) | Адріана Дунавска (BUL) | Олександра Тимошенко (URS) |

## Медальний залік
| Місце               | Країна               | Золото | Срібло | Бронза | Загалом |
| ------------------- | -------------------- | ------ | ------ | ------ | ------- |
| 1                   | СРСР (URS)           | 12     | 5      | 4      | 21      |
| 2                   | Румунія (ROU)        | 3      | 3      | 3      | 9       |
| 3                   | НДР (GDR)            | 1      | 3      | 4      | 8       |
| 4                   | Болгарія (BUL)       | 1      | 1      | 1      | 3       |
| 5                   | Китай (CHN)          | 1      | 0      | 1      | 2       |
| 6                   | Угорщина (HUN)       | 1      | 0      | 0      | 1       |
| 7                   | Японія (JPN)         | 0      | 0      | 2      | 2       |
| 8                   | Південна Корея (KOR) | 0      | 0      | 1      | 1       |
| 8                   | США (USA)            | 0      | 0      | 1      | 1       |
| Загалом (9 збірних) | Загалом (9 збірних)  | 19     | 12     | 17     | 48      |